# Envoltura circunestelar
Una envoltura circunestelar (CSE) es una parte de una estrella que tiene una forma aproximadamente esférica y no está unida gravitacionalmente al núcleo de la estrella. Por lo general, las envolturas circulnestelares se forman a partir del denso viento estelar, o están presentes antes de la formación de la estrella. Las envolturas circunestelares de las estrellas antiguas (variables de Mira y estrellas OH / IR) eventualmente evolucionan a nebulosas protoplanetarias, y las envolturas circunstelares de los objetos estelares jóvenes evolucionan a discos circunestelares.

## Tipos de envolturas circunestelares
- envoltura circunestelares de estrellas AGB
- envoltura circunestelares alrededor de objetos estelares jóvenes.